# Parila (Saaremaa)
Parila (Duits: Pargel) is een plaats in de Estlandse gemeente Saaremaa, provincie Saaremaa. De plaats heeft de status van dorp (Estisch: küla) en telt 21 inwoners (2021).
Tot in december 2014 behoorde Parila tot de gemeente Kaarma, tot in oktober 2017 tot de gemeente Lääne-Saare en sindsdien tot de fusiegemeente Saaremaa.

## Geschiedenis
Parila werd voor het eerst genoemd in 1645 als weideland en in 1798 als dorp. Het behoorde tot het landgoed van Randefer (Estisch: Randvere). In de tweede helft van de 19e eeuw werd Parila een ‘semi-landgoed’ (Estisch: poolmõis), een landgoed dat deel uitmaakt van een groter landgoed, in dit geval Randvere.
In 1977 werd Parila bij het buurdorp Mullutu gevoegd. In 1997 werd het weer een apart dorp.